# Christoph 41
Christoph 41 (früher Rotkreuz Baden-Württemberg 7) ist der Funkrufname eines Rettungshubschraubers der DRF Luftrettung, der in Leonberg stationiert ist und zur Luftrettung im Umkreis eingesetzt wird.

## Station, Einsatz und Besetzung
Der Hubschrauber der DRF Luftrettung ist seit 1. Juni 1986 am Kreiskrankenhaus Leonberg stationiert und ist täglich von Sonnenaufgang, frühestens 7 Uhr, bis Sonnenuntergang einsatzbereit. Zuvor war Christoph 41 an verschiedenen Stationen in Ruit, Böblingen, Ludwigsburg und Marbach stationiert.
Christoph 41 wird von der Integrierten Leitstelle Böblingen zu Rettungseinsätzen (sog. Primäreinsätze) mit Notarztindikation alarmiert, wenn ein Notarzteinsatzfahrzeug (NEF) nicht rechtzeitig zur Verfügung steht oder die Art der Verletzung den Transport eines Patienten mit dem Hubschrauber erfordert. Obwohl Christoph 41 kein offizieller Dual-Use-Hubschrauber ist, kann er auch für Sekundäreinsätze, also Verlegungen, durch die Zentrale Koordinierungsstelle für Intensivtransporte Baden-Württemberg angefordert werden.
Bei seinen Einsätzen ist Christoph 41 mit einem Piloten der DRF Luftrettung, einem Notarzt vom Krankenhaus Leonberg oder dem Katharinenhospital Stuttgart und einem Notfallsanitäter der DRF Luftrettung besetzt. Die Rettungsassistenten verfügen alle über die Qualifikation „HEMS TC “ und gehören daher zur Hubschrauberbesatzung. Sie unterstützen den Piloten im Bereich der Kommunikation und Navigation, während der Notarzt juristisch gesehen ein Passagier ist.
Als Besonderheit werden unter anderem ein Ultraschallgerät und Videolaryngoskop mitgeführt. Des Weiteren ist eine automatische Reanimationshilfe Corpuls CPR mit an Bord.
2022 wurde entschieden, dass der Hubschrauberstandort nach Tübingen verlegt wird, sobald der Landeplatz an der BG Klinik dafür ausgebaut ist.
Am 1. Mai 2024 wurde die EC135 durch einen Airbus Helicopters H135 ersetzt. Im Gegensatz zur EC135 verfügt die H135 über ein Glascockpit, einen Vier-Achsen-Autopilot, sowie ein Anti-Kollisions-System.

## Geschichte
Am 19. März 1973 wurde der erste Rettungshubschrauber der wenige Monate zuvor gegründeten Deutschen Rettungsflugwacht e. V. in Dienst gestellt. Damals hieß der Hubschrauber noch „Rotkreuz Baden-Württemberg 7“; 1986 erfolgte dann die Umbenennung in „Christoph 41“.

## Einsatzgebiet
Das Einsatzgebiet erstreckt sich über die Landkreise Böblingen, Stuttgart, Rems-Murr-Kreis, Schwäbisch Hall, Heilbronn, Göppingen und Ludwigsburg sowie Pforzheim, Calw, Tübingen, Reutlingen und Esslingen. Einsatzorte im Umkreis von 70 Kilometern erreicht der Hubschrauber innerhalb von durchschnittlich 20 Minuten.
Das Einsatzgebiet des Hubschraubers überschneidet sich zu einem großen Teil mit dem des Christoph 51 aus Stuttgart.